# Мадісін Кокс
Мадісін Кокс (англ. Madisyn Cox, 30 травня 1995) — американська плавчиня.
Призерка Чемпіонату світу з плавання на короткій воді 2016 року.